# Tour Down Under 2014
Die 16. Tour Down Under war das erste Rennen der UCI WorldTour 2014. Es fand vom 21. bis zum 26. Januar 2014 statt. Zwei Tage vor Beginn der Rundfahrt wurde das Rennen mit dem Kriterium People’s Choice Classic (auch bekannt unter dem Namen Down Under Classic) eröffnet, das nicht zur Gesamtwertung zählte. Im Massensprint des Down Under Classic setzte sich Marcel Kittel (GIA) vor André Greipel (LTB) durch. Die Gesamtwertung der Rundfahrt entschied der Australier Simon Gerrans vom australischen Team Orica GreenEdge nach 2006 und 2012 zum dritten Mal für sich.

## Teilnehmer
Startberechtigt waren die 18 ProTeams. Im Gegensatz zu den vergangenen Jahren erhielt 2014 ein zweites Team eine Wildcard. Eine erhielt wie in den Jahren zuvor das Team der Universität Süd-Australien (UniSA), die andere erhielt das Professional Continental Team Drapac Cycling. Jedes Team ging mit 7 Fahrern an den Start, somit umfasste das Peloton 140 Fahrer.
| ProTeams AG2R La Mondiale (ALM) Astana Pro Team (AST) Belkin-Pro Cycling Team (BEL) BMC Racing Team (BMC) Cannondale (CAN) Team Europcar (EUC) | FDJ.fr (FDJ) Team Giant-Shimano (GIA) Garmin Sharp (GRS) Team Katusha (KAT) Lampre-Merida (LAM) Lotto Belisol (LTB) | Movistar Team (MOV) Orica GreenEdge (OGE) Omega Pharma-Quick Step (OPQ) Team Sky (SKY) Tinkoff-Saxo (TCS) Trek Factory Racing (TFR) |
| Weitere Teams University of South Australia (UNI)                                                                                              | Drapac Professional Cycling (DPC)                                                                                   | |

## Etappen
| Etappe | Datum      | Start – Ziel                  | km    | Typ         | Etappensieger       | Führender           |
| ------ | ---------- | ----------------------------- | ----- | ----------- | ------------------- | ------------------- |
| DUC    | 19. Januar | Adelaide – Adelaide           | 50 0  | Flachetappe | Marcel Kittel (GIA) |                     |
| 1.     | 21. Januar | Nuriootpa – Angaston          | 1350  | Hügeletappe | Simon Gerrans (OGE) | Simon Gerrans (OGE) |
| 2.     | 22. Januar | Prospect – Stirling           | 1500  | Hügeletappe | Diego Ulissi (LAM)  | Simon Gerrans (OGE) |
| 3.     | 23. Januar | Norwood – Campbelltown        | 1450  | Hügeletappe | Cadel Evans (BMC)   | Cadel Evans (BMC)   |
| 4.     | 24. Januar | Unley – Victor Harbor         | 148,5 | Flachetappe | André Greipel (LTB) | Cadel Evans (BMC)   |
| 5.     | 25. Januar | McClaren Vale – Willunga Hill | 151,5 | Bergetappe  | Richie Porte (SKY)  | Simon Gerrans (OGE) |
| 6.     | 26. Januar | Adelaide – Adelaide           | 85,5  | Flachetappe | André Greipel (LTB) | Simon Gerrans (OGE) |